# Base des Forces canadiennes Chilliwack
Pour les articles homonymes, voir Chilliwack (homonymie).
La base des Forces canadiennes (BFC) Chilliwack était une base des Forces canadiennes située dans la ville de Chilliwack en Colombie-Britannique au Canada. Elle fut fermée le 2 septembre 1997. Cependant, l'Area Support Unit Chilliwack s'installa la même date dans une des propriétés de la base afin de supporter les unités de la Première réserve de la région. Le reste des propriétés de la base furent remises à la Société immobilière du Canada et sont maintenant en voie de devenir un quartier résidentiel sous le nom de Garrison Crossing. Les dernières unités à occuper la base étaient l'École des officiers candidats des Forces canadiennes qui déménagea au fort Saint-Jean au Québec et l'École du génie militaire des Forces canadiennes qui déménagea à la BFC Gagetown au Nouveau-Brunswick.

## Annexe